# 希勒尔·弗斯滕伯格
希勒尔·哈里·弗斯滕伯格（英語：Hillel (Harry) Furstenberg，1935年9月29日—），又译希勒尔·菲尔斯滕贝格（德語：Hillel Fürstenberg），美籍以色列数学家，耶路撒冷希伯来大学荣誉教授。他是以色列科學與人文學院和美国国家科学院院士，阿贝尔奖和沃尔夫数学奖得主。著名事迹有概率论的应用及在其他数学理论的遍历理论方法，包括数论和李群。

## 著作
- Furstenberg, Harry, Stationary processes and prediction theory, Princeton, N.J., Princeton University Press, 1960.[2][3]
- Furstenberg, Harry, Recurrence in ergodic theory and combinatorial number theory, Princeton, N.J., Princeton Univ. Press, 1981.[4][5]